# Ghirmay Ghebreslassie
Ghirmay Ghebreslassie, född 14 november 1995, är en maratonlöpare från Eritrea. Han vann guld vid världsmästerskapen i friidrott 2015 och blev därmed den yngsta löparen någonsin som vunnit VM-guld i maraton.